# کاستل دی لوچیو
کاستل دی لوچیو (به ایتالیایی: Castel di Lucio) یک کومونه در ایتالیا است که در استان مسینا واقع شده‌است.

## خصوصیات
کاستل دی لوچیو ۲۸٫۴ کیلومترمربع مساحت و ۱٬۴۷۷ نفر جمعیت دارد و ۷۵۳ متر بالاتر از سطح دریا واقع شده‌است.